# 13 Monocerotis
13 Monocerotis (13 Mon / HD 46300 / HR 2385) es una estrella de magnitud aparente +4,50 en la constelación del Unicornio.
Es una estrella tan distante que la medida de su paralaje no es fidedigna. La mejor estimación de su distancia se basa en su probable pertenencia a la asociación OB1 Mon, que la sitúa aproximadamente a 2800 años luz del sistema solar.

## Características
13 Monocerotis es una supergigante blanca de tipo espectral A0Ib con una temperatura superficial de 9670 K.
Aunque es enormemente luminosa, 10.800 veces más que el Sol, su luminosidad es una quinta parte de la de Deneb (α Cygni), la supergigante blanca más conocida. Temperatura y luminosidad dan como resultado un radio 37 veces más grande que el radio solar.
Gira sobre sí misma con una velocidad de rotación igual o superior a 18 km/s, lo que conlleva un período de rotación inferior a 105 días.
Con una masa de 9 masas solares, actualmente está aumentando lentamente de tamaño con un núcleo inerte de helio; inició su vida como una estrella caliente de tipo B1 y hace solo 60.000 años finalizó la fusión de su hidrógeno interno.
Al igual que otras supergigantes, 13 Monocerotis experimenta una significativa pérdida de masa debido al viento estelar que sopla desde su superficie a una velocidad de 325 km/s.
Asimismo, se halla envuelta en una tenue nebulosa de reflexión, visible sobre todo al este de la estrella.